# Opius gainesvillensis
Opius gainesvillensis är en stekelart som beskrevs av Fischer 1964. Opius gainesvillensis ingår i släktet Opius och familjen bracksteklar. Inga underarter finns listade i Catalogue of Life.